# Busovača
Busovača – miasto w Bośni i Hercegowinie, w Federacji Bośni i Hercegowiny, w kantonie środkowobośniackim, siedziba gminy Busovača. W 2013 roku liczyła 3894 mieszkańców, z czego większość stanowili Chorwaci.